# Tabua Tuinakauvadra
Pas d'image ? Cliquez ici

a Compétitions nationales et continentales officielles uniquement.

b Matchs officiels uniquement.
Dernière mise à jour le 15 avril 2025.
Tabua Tuinakauvadra, née le 27 décembre 2002 à Sydney (Australie), est une joueuse internationale australienne de rugby à XV évoluant aux postes de troisième ligne aile et de troisième ligne centre. Licenciée aux Tuggeranong Vikings, elle joue également avec les Brumbies en Super Rugby Women's.

## Biographie
Tabua Tuinakauvadra naît le 27 décembre 2002 à Sydney en Australie mais est d'origine fidjienne.
Tabua Tuinakauvadra joue en 2023 avec la franchise des Brumbies. Elle fait ses débuts internationaux avec l'Australie au mois de mai contre les Fidji.
À l'automne 2023, elle participe en Nouvelle-Zélande au WXV sous les couleurs de l'Australie.

## Palmarès

### En club
- Vainqueur du Championnat de l'ACT en 2024 avec les Tuggeranong Vikings.

### En équipe nationale
- Vainqueur du WXV 2 en 2024.